# Кларк, Арнольд
Арнольд Кларк (англ. Sir John Arnold Clark, 27 ноября 1927 — 10 апреля 2017) — шотландский бизнесмен-миллиардер. Кларк открыл салон в Глазго в 1954 году и добился определённого успеха в продаже автомобилей. Он расширил свой бизнес, и компания Arnold Clark Automobiles стала общенациональной сетью автосалонов и крупнейшим частным бизнесом в Шотландии.
Кларк был владельцем своей бизнес-империи более шестидесяти лет, оставаясь председателем и главным исполнительным директором. В 2016 году он стал первым миллиардером-автодилером в Великобритании.

## Ранние годы
Джон Арнольд Кларк родился в многоквартирном доме в Таунхеде, Глазго, 27 ноября 1927 года. Его отец был корабельным мастером Клайдесайда. Он учился в начальной школе Деннистоун и покинул дом в возрасте четырнадцати лет без всякой квалификации. Во время войны переехал на остров Арран.
Он был призван в Королевские ВВС ближе к концу Второй мировой войны в возрасте семнадцати лет и работал инструктором по механике моторов. Он дослужился до чина капрала; позже Арнольд отметил, что в этот период у него развилась самодисциплина, равно как и лидерские качества.

## Продавец автомобилей
Кларк покинул ВВС в начале 1950-х годов, но не смог найти работу. На свои деньги, полученные за службу в вооружённых силах, он купил Morris Ten-Four 1933 года за 70 фунтов стерлингов и, восстановив его, продал с целью получения прибыли. Кларк начал покупать и продавать автомобили, открыв свой первый салон в 1954 году на Парк-роуд в Глазго. Он получил свою первую розничную франшизу для Morris Motors в 1959 году, затем в начале 1960-х основал выставочные залы на Ботвелл-стрит, а также в Пейсли и Бэрсдене.
Он основал финансовую компанию в 1963 году, а это значит, что людям больше не нужно было привлекать своего банковского менеджера к покупке у него автомобилей. В 1960-х годах Кларк также вышел на рынок аренды автомобилей. В 1968 году компания приобрела «Грант, Мелроуз и Теннант», таким образом был получен центр по ремонту после аварий. К концу 1980-х у Арнольда Кларка были филиалы в Центральной Шотландии и один в Англии.
К сентябрю 2002 года у Арнольда Кларка было 97 представительств, и с годовым объёмом продаж, который должен был достичь 1 миллиарда фунтов стерлингов, его предприятие считалось крупнейшей частной компанией Шотландии. В мае 2006 года компания приобрела дилерский центр Harry Fairbairn BMW и Mini. Компания открыла автосалон в отреставрированной гавани Глазго, на тот момент крупнейший в Европе. В следующем году компания Кларка приближалась к обороту в 2 миллиарда фунтов стерлингов.
В возрасте 80 лет Кларк всё ещё был директором своей компании, получая зарплату в 1,3 миллиона фунтов стерлингов. Он оставался председателем и главным исполнительным директором, таким образом, являясь самым высокооплачиваемым директором компании, и к 2012 году получал почти 2 миллиона фунтов стерлингов в год. В сентябре 2014 года оборот компании достиг почти 3 миллиардов фунтов стерлингов.
К 2014 году его состояние оценивалось в 675 миллионов фунтов стерлингов, занимая первое место среди состояний британских автомобильных дилеров. По оценке Sunday Times Rich List 2016, состояние, накопленное Кларком и его семьёй, превышает 1 миллиард фунтов стерлингов, что делает его первым в Великобритании миллиардером, торгующим автомобилями. Он впервые появился в списке миллиардеров мира, составленном Forbes, в марте 2017 года.

## Награды и почести
В новогодних почестях 2004 года Кларк был удостоен звания рыцаря-бакалавра за заслуги перед автомобильной промышленностью и за его общественную работу в Шотландии. В 2005 году Университет Глазго присвоил ему почётную степень. В 2015 году ему была вручена награда журнала Car Dealer Magazine за заслуги перед жанром.

## Личная жизнь
Кларк был дважды женат и имел десять детей — шесть сыновей и четыре дочери. У Кларка было четверо сыновей от первого брака, хотя его сын Норман умер в 1995 году в Хеленсборо в возрасте 33 лет. Его второй брак был с Филоменой, и у них было шестеро детей. Кларк поселился в деревне Киллеарн и был церковным старостой. Он умер 10 апреля 2017 года в возрасте 89 лет.

### Коллекция автомобилей
У Кларка была «обширная коллекция классических автомобилей», включая Ford Model T Town Car (1915), Ford Model T Coupé (1924), Citroën Cloverleaf (1926), Rolls Royce Park Ward Single Tourer 20 л.с. (1928), Austin Heavy 12 (1929).

### Яхта
Кларк купил яхту Maxi Drum в 1988 году. Это было 78-футовое судно с экипажем из 22 человек. В том же году Кларк возглавил ежегодную гонку Tobermory, прежде чем Drum столкнулся с подводной лодкой Королевского флота, примерно в пяти милях от мыса Малл-оф-Кинтайр. Он одолжил её Саймону Ле Бону в 2005 году, к тому же яхту часто отдавали взаймы другим организациям, чтобы собрать деньги на благотворительность.